# T.C. Matic
T.C. Matic was een Belgische rockgroep, in 1980 voortgekomen uit het duo Tjens Couter, afgeleid van oprichters Arno Hintjens (zang) en Paul Decoutere (gitaar). Laatstgenoemde werd kort na de oprichting vervangen door gitarist Jean-Marie Aerts, die samen met Arno Hintjens de meeste composities voor zijn rekening nam.
De initialen T.C. in de nieuwe groepsnaam verwijzen naar de samentrekking 'Tjens Couter', het tweede deel refereert aan de Servische surrealistische dichter Dušan Matić én aan Matic, een voormalig koelkastenmerk.
T.C. Matic mengde diverse stijlen: new wave, blues, funk, hardrock, avant-garde en zelfs Frans chanson. Het geluid van T.C. Matic was begin jaren tachtig uniek te noemen en had een grote invloed op muzikale tijdgenoten, met name in de Benelux.
De vier albums die de groep maakte (T.C. Matic, l'Apache, Choco, 'Yé Yé) kregen uitstekende kritieken.
Met Oh La La La! had de groep in 1981 een Belgische hit te pakken die ook jaren later nog in discotheken werd gedraaid. Putain Putain, afkomstig van Choco, groeide onder fans uit tot een soort alternatief Europees volkslied.
De groep werd echter vooral geroemd om zijn liveoptredens, met de intense voordrachten van Hintjens als middelpunt. T.C. Matic trad in heel Europa op maar een echte internationale doorbraak bleef uit. De Nederlandse bassist Michael Peet verving in 1984 Ferre Baelen. Na een teleurstellend verlopen tournee in het voorprogramma van Simple Minds in 1986, hield de groep op te bestaan.
Arno Hintjens begon een solo-loopbaan als Arno, die wel veel buitenlandse bijval oogstte. Hij werkte nog geruime tijd samen met Jean-Marie Aerts en ook met twee andere ex-T.C. Matic-leden, drummer Rudy Cloet en toetsenist Serge Feys.
Arno overleed in 2022 en Aerts in april 2024, beide 72 jaar oud. 

## Discografie
- TC Matic (Parsley/Statik, 1981)
- l'Apache (EMI, 1982)
- Choco (EMI, 1983)
- Yé Yé (EMI, 1985)
- The Best of T.C. Matic (EMI, 1987)
- Compil Complèt! (EMI, 2000)
- The Essential of T.C. Matic (EMI, 2003)
- T.C. Matic 25th Anniversary Collector Edition (EMI, 2006)